# Ben Hecht
Ben Hecht (n. 28 februarie 1894, New York  - d. 18 aprilie 1964, New York) a fost unul dintre cei mai de succes și mai populari scenariști clasici de la Hollywood. A fost primul scenarist care a primit Premiul Oscar pentru cea mai bună poveste originală pentru scenariul filmului  Underworld (1927) (în total a fost nominalizat de 6 ori, a câștigat de două ori). Mulți ani a menținut relații de prietenie și a cooperat cu "pilonii" Hollywoodului: David Selznick,  Sam Goldwyn, Howard Hawks  și Alfred Hitchcock.

## Biografie
Provine dintr-o familie de evrei din Minsk. Ben Hecht s-a născut și a murit în New York, dar și-a petrecut tinerețea în Chicago.
A fost căsătorit cu Marie Armstrong (în perioada 1916–1926) cu care a avut un copil. După ce a divorțat, a fost căsătorit cu Rose Caylor (în perioada 1926–1964) cu care a avut tot un copil.

## Carieră
A lucrat la scenariile unor filme considerate clasice (și extraordinare potrivit Newberry Library din Chicago) ca Scarface (1932), The Front Page, Twentieth Century (1934), Barbary Coast (1935), Nothing Sacred (1937), Some Like It Hot, Gone with the Wind, Gunga Din, Wuthering Heights, (toate din 1939), His Girl Friday (1940), Spellbound (1945), Notorious (1946), Monkey Business, A Farewell to Arms (1957), Mutiny on the Bounty (1962) și Casino Royale (lansat postum, în 1967). De asemenea a furnizat idei pentru filme ca Stagecoach (1939). În 1940, a scris, produs și regizat Angels Over Broadway, care a fost nominalizat la premiul Oscar pentru cel mai bun scenariu.  

## Scenarii
- Kiss of Death
- Casino Royale (nemenționat)
- Circus World
- 7 Faces of Dr. Lao (nemenționat)
- Cleopatra (nemenționat)
- Billy Rose's Jumbo
- Mutiny on the Bounty (nemenționat)
- Walk on the Wild Side (nemenționat)
- North to Alaska (nemenționat)
- John Paul Jones (nemenționat)
- The Gun Runners (nemenționat)
- Queen of Outer Space
- Legend of the Lost
- The Sun Also Rises
- A Farewell to Arms
- Miracle in the Rain
- The Iron Petticoat
- The Hunchback of Notre Dame (nemenționat)
- Trapeze (nemenționat)
- The Court-Martial of Billy Mitchell (nemenționat)
- The Indian Fighter
- The Man with the Golden Arm (nemenționat)
- Guys and Dolls (nemenționat)
- Living It Up (based on his play Hazel Flagg)
- Ulysses
- Light's Diamond Jubilee (television)
- Terminal Station (nemenționat)
- Angel Face (nemenționat)
- Hans Christian Andersen (nemenționat)
- Monkey Business
- Actors and Sin (și regizor și producător)
- The Wild Heart (nemenționat)
- The Thing from Another World (nemenționat)
- The Secret of Convict Lake (nemenționat)
- Strangers on a Train (nemenționat)
- September Affair (nemenționat)
- Where the Sidewalk Ends
- Edge of Doom (nemenționat)
- Perfect Strangers
- Love Happy (nemenționat)
- The Inspector General (nemenționat)
- Whirlpool
- Roseanna McCoy (nemenționat)
- Big Jack (nemenționat)
- Portrait of Jennie (nemenționat)
- Cry of the City (nemenționat)
- Rope (nemenționat)
- The Miracle of the Bells
- Dishonored Lady (nemenționat)
- Her Husband's Affairs
- The Paradine Case (nemenționat)
- Ride the Pink Horse
- Kiss of Death
- Duel in the Sun (nemenționat)
- Notorious
- A Flag is Born
- Specter of the Rose (și regizor  și producător)
- Gilda (nemenționat)
- Cornered (nemenționat)
- Spellbound
- Watchtower Over Tomorrow
- Lifeboat (nemenționat)
- The Outlaw (nemenționat)
- China Girl
- Journey Into Fear (nemenționat)
- The Black Swan
- Ten Gentlemen from West Point (nemenționat)
- Roxie Hart (nemenționat)
- Lydia
- The Mad Doctor (nemenționat)
- Comrade X
- Second Chorus (nemenționat)
- Angels Over Broadway (și regizor  și producător)
- Foreign Correspondent (scenele din final - nemenționat)
- The Shop Around the Corner (nemenționat)
- His Girl Friday
- I Take This Woman (nemenționat)
- Gone with the Wind (nemenționat)
- At the Circus (nemenționat)
- Lady of the Tropics
- It's a Wonderful World
- Wuthering Heights
- Let Freedom Ring
- Stagecoach (nemenționat)
- Gunga Din
- Angels with Dirty Faces (nemenționat)
- The Goldwyn Follies
- Nothing Sacred
- The Hurricane (nemenționat)
- The Prisoner of Zenda (nemenționat)
- Woman Chases Man (nemenționat)
- King of Gamblers (nemenționat)
- A Star Is Born (nemenționat)
- Soak the Rich (și regizor)
- The Scoundrel (și regizor)
- Spring Tonic
- Barbary Coast
- Once in a Blue Moon (și regizor)
- The Florentine Dagger
- The President Vanishes (nemenționat)
- Crime Without Passion (și regizor)
- Shoot the Works
- Twentieth Century (nemenționat)
- Upperworld
- Viva Villa!
- Riptide (nemenționat)
- Queen Christina (nemenționat)
- Design for Living
- Turn Back the Clock
- Topaze
- Hallelujah, I'm a Bum
- Back Street (nemenționat)
- Rasputin and the Empress (nemenționat)
- Million Dollar Legs (nemenționat)
- Scarface
- The Beast of the City (nemenționat)
- The Unholy Garden (1931 film)
- The Sin of Madelon Claudet (nemenționat)
- Monkey Business (nemenționat)
- Homicide Squad (nemenționat)
- Quick Millions (nemenționat)
- Le Spectre vert
- Roadhouse Nights
- Street of Chance (nemenționat)
- The Unholy Night
- The Great Gabbo
- The Big Noise
- The American Beauty (nemenționat)
- Underworld
- The New Klondike (nemenționat)